# Rumænske Karpater
De Rumænske Karpater (rumænsk: Carpații românești) er en del af Karpaterne, inden for grænserne af det moderne Rumænien. Karpaterne er et "undersystem" af Apiderne (Alperne-Himalaya-systemet) og er yderligere opdelt i "provinser" og "underprovinser".

## Navnekonventioner
Traditionelle rumænske navnekonventioner adskiller sig fra denne liste. I Rumænien er det sædvane at opdele de Østlige Karpater på rumænsk territorium i tre geografiske grupper (nord, centrum, syd), i stedet for i de Ydre- og Indre- Østlige Karpater.
Det Transsylvanske Plateau er omgivet af, og geologisk en del af Karpaterne, men det er ikke et bjergrigt område, og dets medtagelse er omstridt i nogle kilder. Dens funktioner er inkluderet nedenfor.
De ydre Karpaters lavninger lå uden for den brede bue af hele formationen og er normalt opført som en del af Karpaternes individuelle inddelinger, altså af Vestkarpaterne, Østkarpaterne mv.

## Inddeling i Rumænien
Den rumænske del af Karpater-kæden er klassificeret, i henhold til de geomorfologiske og geologiske forskelle, i tre store morfotektoniske enheder:
- Østrumænske Karpater (Carpații Orientali) - med 3 hovedgrupper opdelt i 40 bjerggrupper
- Transsylvanske Alper (Sydkarpaterne, Carpații Meridionali) - med 4 hovedgrupper opdelt i 24 bjerggrupper
- Vestrumænske Karpater (Carpații Occidentali Românești) - med 3 hovedgrupper opdelt i 18 bjerggrupper

### Østrumænske Karpater

#### Rumænsk klassifikation
De østlige Karpater er opdelt i tre geografiske grupper; den rumænske tilgang er vist ved at tilføje følgende forkortelser til navnene på enheder i Rumænien:
- MMB = Maramureș-Bukovinske Karpater (Munții Carpați ai Maramureșului și Bucovinei) (Nordgruppe)
- MMT = Moldavisk-Transsylvaniske Karpater (Munții Carpați Moldo-Transilvani) (centergruppe)
- MC = Curvature Carpathians (Munții Carpați de Curbură) (Sydgruppe)

#### Anden klassifikation
- Ydre østlige Karpater
  - Moldavisk-Muntenske Karpater
- Indre østlige Karpater
  - "Vulcanic Ridge" (den rumænske del af Vihorlat-Gutin-området)
  - Bistrițabjergene
  - Căliman-Harghita-bjergene
  - Giurgeu-Brașovedepressionen

### Sydrumænske Karpater
- Bucegi-bjergene
- Făgăraș bjerggruppe
- Parâng bjerggruppe
- Retezat-Godeanu-bjerggruppen

### Vestrumænske Karpaterne
- Apusenibjergene
- Poiana Ruscă-bjergene
- Banatbjergene

### Transsylvanske Plateau
Transsylvanske Plateau